# Фотоініціатор

Азобісізобутиронітрил — широко використовуваний промисловий фотоініціатор.

Фотоініціатор (англ. photoinitiator, рос. фотоинициатор) — речовина, молекули якої при поглинанні світла утворюють частинки, здатні ініціювати ланцюгові реакції; витрачається під час реакції.